# Scaptia albithorax
Scaptia albithorax är en tvåvingeart som först beskrevs av Macquart 1838.  Scaptia albithorax ingår i släktet Scaptia och familjen bromsar. Inga underarter finns listade i Catalogue of Life.